# Castianeira rutilans
Castianeira rutilans är en spindelart som beskrevs av Simon 1896. Castianeira rutilans ingår i släktet Castianeira och familjen flinkspindlar. Inga underarter finns listade.